# Slobodna Dalmacija
Slobodna Dalmacija – chorwacki dziennik, wydawany w Splicie. Został założony w 1943 roku. W 2005 roku został sprzedany grupie wydawniczej Europapress.